# Yrick Gallantes
Yrick Rapisura Gallantes (* 14. Januar 2001 in Manila) ist ein philippinisch-schottischer Fußballspieler.

## Karriere

### Verein
Yrick Gallantes wurde in Manila, der Hauptstadt der Philippinen geboren. Mit seiner Familie wanderte er kurz nach seiner Geburt nach Schottland aus. Seine Karriere als Fußballspieler begann er in der Jugend von Hibernian Edinburgh. Dort absolvierte er bisher auch zwei Einsätze für das Reserveteam im Ligapokal. Im August 2019 wurde der 18-jährige Gallantes für eine Saison an die Gala Fairydean Rovers in die Lowland Football League verliehen. Nach seiner Rückkehr folgte eine erneute Ausleihe über ein Jahr zum philippinischen Erstligisten Azkals Development Team und im September 2021 wechselte er fest dorthin. Knapp zwei Jahre später wechselte er weiter zum schottischen Amateurverein Preston Athletic FC.

### Nationalmannschaft
Yrick Gallantes debütierte am 10. September 2019 in der Philippinischen A-Nationalmannschaft. Bei seinem ersten Länderspiel für sein Heimatland gegen Guam anlässlich der Qualifikation für die Weltmeisterschaft 2022 in Katar stand er beim 4:1-Auswärtserfolg in der Startelf.
Im November 2019 absolvierte Gallantes dann vier Partien für die U-23-Auswahl bei den Südostasienspielen 2019. Dort schied er allerdings schon in der Gruppenphase des Turniers mit seiner Mannschaft aus.